# Синтетические жирные кислоты
Синтети́ческие жи́рные кисло́ты образуются в результате реакции окисления насыщенного углеводорода (алкана). Реакцию окисления алканов до жирных кислот проводят при повышенной температуре, так как насыщенные углеводороды при нормальной температуре с трудом вступают в химические реакции.
В промышленности окислению подвергают углеводороды, входящие в состав средней по температуре плавления фракции парафина, то есть содержащие от 12 до 20 атомов углерода в молекуле. Через расплавленный парафин при 110 °C длительно продувают воздух. При этом катализатором служит перманганат калия, который влияет на направлении химической реакции и улучшает состав итоговых продуктов. 
Синтетические жирные кислоты используются при производстве парфюмерии и бытовой химии, как замена натуральных жиров.